# عبد الأحد السبتي
عبد الأحد السبتي (مواليد فاس سنة 1948)، هو أستاذ باحث في التاريخ ومؤرخ مغربي، يعمل بكلية الآداب والعلوم الإنسانية بالرباط. عمل في السابق أستاذا للاجتماعيات بثانوية عبد المالك السعدي بالقنيطرة. وقد حصل على دكتوراه السلك الثالث بجامعة باريس 7، ودكتوراه الدولة بجامعة محمد الخامس - أكدال.

## من مؤلفاته
له عدة مؤلفات منها:
- كتاب: «التاريخ واللسانيات. النص ومستويات التأويل» (1992).
- كتاب: «من الشاي إلى الأتاي. العادة والتاريخ» (1999).
- كتاب: «النفوذ وصراعاته في مجتمع فاس. من القرن السابع عشر إلى بداية القرن العشرين» (2007).
- كتاب: «بين الزطاط وقاطع الطريق. أمن الطرق في مغرب ما قبل الاستعمار» ( 2009).
- كتاب: «المدينة في العصر الوسيط - قضايا ووثائق من تاريخ الغرب الإسلامى».
- كتاب: «المجتمع الحضري والسلطة بالمغرب: من القرن الخامس عشر حتى الثامن عشر».
- كتاب: «النفوذ وصراعاتها في مجتمع فاس؛ من القرن السابع عشر حتى بداية القرن العشرين».
- كتاب: «التاريخ والذاكرة : أوراش في تاريخ المغرب».
- ترجمة كتاب: «أمير المؤمنين الملكية والنخبة السياسية المغربية»
- كتاب: «من عام الفيل إلى عام الماريكان، الذاكرة الشفوية والتدوين التاريخي».

## وصلات خارجية
- صفحة كتبه على موقع كودريدرز